# 알라 리토리아

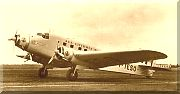

알라 리토리아(Ala Litorria)는 이탈리아 왕국의 항공사로 1934년 설립되어 1945년 해체되어 알리탈리아 항공으로 편입됐다. 파시즘 정권 기간 동안 정부의 지원을 많이 받은 국영 항공사로 2차 대전 동안 군인들을 수송하는데 항공사의 비행기가 운용되기도 했다.

## 항공사가 운항한 지역
- 이탈리아 왕국:안코나, 볼로냐, 브린디시, 칼리아리, 카타니아, 리예카(현재 크로아티아), 제노바, 로신섬(현재의 크로아티아, 밀라노, 나폴리, 팔레르모, 리미니, 로도스섬(현재 그리스), 로마, 시라쿠사, 트라파니, 트리에스테, 베니스, 자다르(현재 크로아티아)
- 이탈리아령 동아프리카:아디스아바바, 아스마라, 마사와, 아사브, 디레다와, 곤다르, 모가디슈, 벵가지, 트리폴리
- 유럽:아테네, 바르셀로나, 베오그라드, 베를린, 부쿠레슈티, 카디스, 콘스탄차, 리스본, 말라가, 몰타, 마르세유, 뮌헨, 팔마, 파리, 테살로니키, 세비야, 티라나, 빈
- 중동:바그다드, 바스라, 하이파
- 아프리카:카이로, 지부티, 하르툼, 멜리야(스페인령), 테투안, 튀니스, 와디할파